# Бурос Арена
Бурос Арена (швед. Borås Arena) — футбольний стадіон у шведському місті Бурос, домашня арена футбольних клубів «Ельфсборг» та «Норрбю». Відкритий у 2005 році. Максимальна місткість стадіону змінна в залежності від заходів, які на ньому проходять, і становить від 14 500 до 17 800. Бурос Арена — перший шведський стадіон, збудований футбольним клубом при підтримці інвестиційних компаній.

## Історія
Будівництво арени розпочалося 31 грудня 2003 року і завершилося 17 квітня 2005 року. Загальний кошторис проекту було оцінено у 112 мільйонів крон. Зведення Бурос Арени стало новою сторінкою не лише у історії «Ельфсборга», а й у історії всього шведського футболу, адже цей стадіон став першим у країні, збудованим футбольним клубом при підтримці інвесторів. Надалі багато клубів копіювали досвід «Ельфсборга» та намагалися обзавестися власними спортивними аренами, які дозволяли відкрити нові горизонти у залученні та контролі економічних ресурсів. Стадіон було збудовано дуже близько до колишньої домашньої арени клубу, що мала назву Риаваллен.
Перша гра на Бурос Арені відбулася 17 квітня 2005 року між «Ельфсборгом» та «Ергрюте» і закінчилася перемогою господарів поля з рахунком 1:0. Першим м'ячем на новій арені відзначився Даніель Мобаекк. Першим хет-триком на новому стадіоні у майбутньому також відзначився футболіст «Ельфсборга», а саме Андерс Свенссон, який тричі вразив ворота «Гетеборга».
Максимальна місткість Бурос Арени на матчах Аллсвенскан становить 17 800 глядачів, втім під час проведення міжнародних матчів їх кількість знижується до 14 500 через норми пожежної безпеки, встановлені УЄФА. Рекорд відвінуваності під час ігор внутрішнього чемпіонату було зафіксовано 4 липня 2005 року у поєдинку «Ельфсборга» та «Кальмара». Подивитися цей поєдинок наживо вирішили 17 070 глядачів. Найвища відвідуваність у міжнародних матчах припала на поєдинок плей-оф Ліги Чемпіонів проти «Валенсії», що був програний «Ельфсборгом» 29 серпня 2007 року з рахунком 1-2. Свідками цього стали 13 148 глядачів. Borås Arena складається з чотирьох основних трибун: Кналлеландслектарен, Ольгордслектарен, Шугерадслектарен та Ельфсборгслектарен.
У 2009 році стадіон було заплановано використовувати як арену для проведення матчів молодіжного чемпіонату Європи, проте виник конфлікт з рестораном Max, що розташований на території комплексу. УЄФА вимагав закриття ресторану через лобіювання інтересів McDonald's, з якими співпрацює організація. Неможливість розміщення на стадіонах, що приймають чемпіонат Європи, інших закладів харчування була однією з основних вимог футбольного союзу, проте власники Max відмовилися закривати ресторан і Бурос Арену було виключено зі списку стадіонів для матчів молодіжного Євро.
У 2012 році, під час перерви у змаганнях, викликаної проведення Євро-2012, на Бурос Арені було замінено покриття поля на найсучаснішу штучну траву GreenFields MX Trimension 42.

## Відвідуваність за сезонами
У таблиці представлена середня відвідуваність стадіону за сезонами під час матчів команд, для яких він є домашньою ареною.
| Команда     | 2005   | 2006   | 2007   | 2008  | 2009  | 2010  | 2011   | 2012   |
| ----------- | ------ | ------ | ------ | ----- | ----- | ----- | ------ | ------ |
| «Ельфсборг» | 10,746 | 12,176 | 11,867 | 9,513 | 9,719 | 8,423 | 10,029 | 10,513 |
| «Норрбю»    | 559    | 337    | 286    | 295   | 312   | 512   | 634    | 470    |

## Зображення

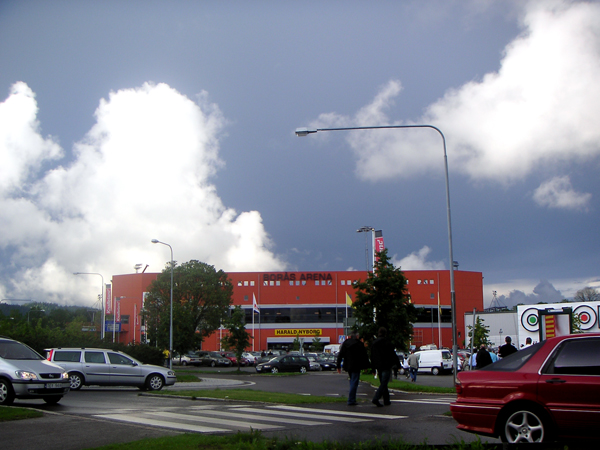
Бурос Арена
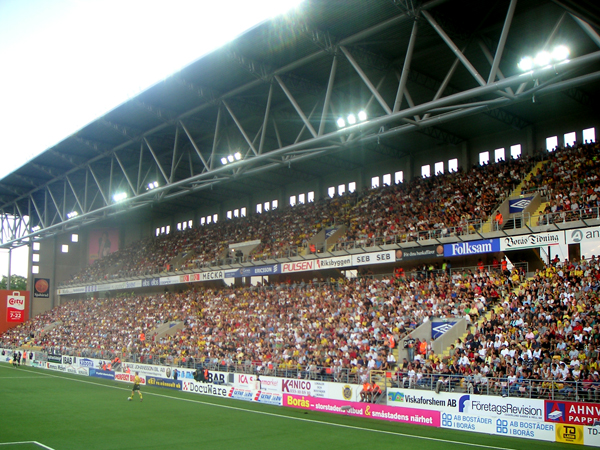
Ольгордслектарен
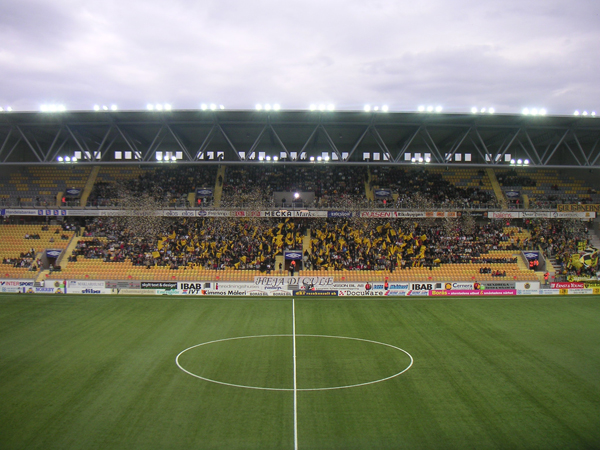
Ольгордслектарен
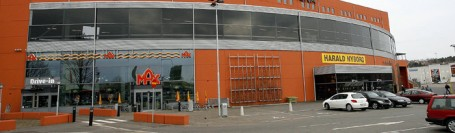
Ресторан Max на стадіоні
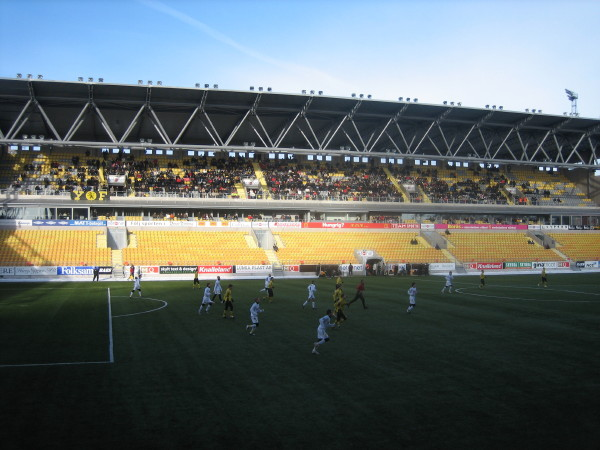
Шугерадслектарен
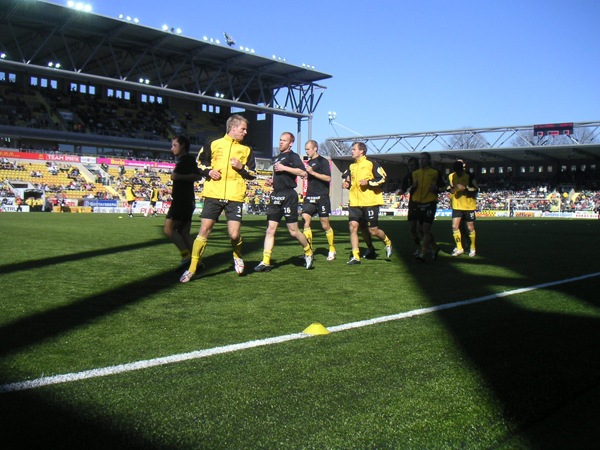
Матч проти «Ергрюте»
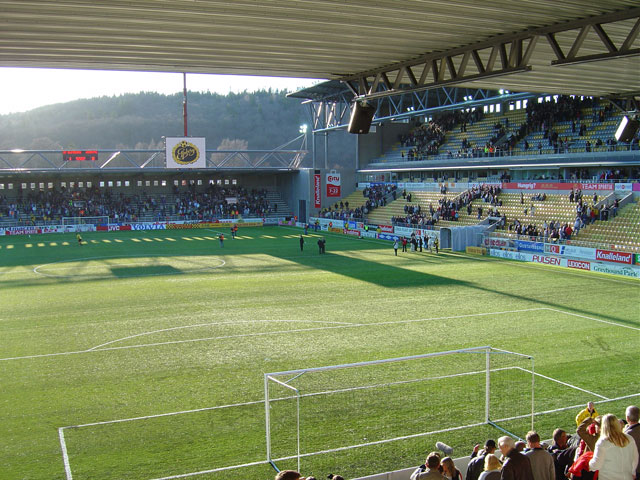
Бурос Арена